# Frente Unida para a Libertação das Raças Oprimidas

Bandeira do grupo.

Frente Unida para a Libertação de Raças Oprimidas (FULRO; em francês:  Front Unifié de Lutte des Races Opprimées, em vietnamita:  Mặt trận Thống nhất Đấu tranh của các Sắc tộc bị Áp bức) foi uma organização ativa no Vietnã cujo objetivo era a autonomia para as tribos Degar (Montagnard). Inicialmente, um movimento político nacionalista, após 1969, evoluiu para um grupo guerrilheiro fragmentado que conduziu insurreições contra, sucessivamente, os governos do Vietnã do Sul e da República Socialista do Vietnã. Em oposição a todas as formas de governo vietnamita, a FULRO lutou contra o comunista Viet Cong e o capitalista Exército da República do Vietnã (ARVN) ao mesmo tempo. O principal defensor da FULRO foi o Camboja, com alguma ajuda enviada pela China.
O movimento cessou efetivamente em 1992, quando o último grupo de 407 combatentes da FULRO e suas famílias entregou suas armas às forças de paz das Nações Unidas no Camboja.